# Pequeña Polonia (región histórica)
La Pequeña Polonia, también llamada Polonia Menor (en polaco: Małopolska y en latín Polonia Minor) es una región histórica de Polonia, cuyo centro tradicional es la ciudad de Cracovia. Está constituida por la zona suroriental del territorio de la actual República de Polonia y en la actualidad se centra alrededor del Voivodato de Pequeña Polonia, una de las divisiones administrativas del país, aunque la región histórica abarca zonas de otros voivodatos.
La extensión de la Pequeña Polonia como región histórica abarca un área extensa, casi desde la localidad de Częstochowa en el oeste hasta las tierras al noreste de la ciudad de Lublin como límite oriental. El nombre de "Pequeña Polonia" deriva de que en el antiguo idioma polaco se anteponía el término "menor" o "pequeño" (en polaco se usa el prefijo mało) a las localidades que surgían como derivaciones de una villa de mayor tamaño. Hacia el siglo X de nuestra era, el primer gran reino polaco tuvo su núcleo en las llanuras del curso medio del río Vístula, que actualmente constituyen las regiones centrales de Polonia y que recibieron por tanto el nombre de Gran Polonia (en latín Polonia Maior), mientras que las regiones meridionales incorporadas después recibieron el nombre de "Pequeña Polonia". 

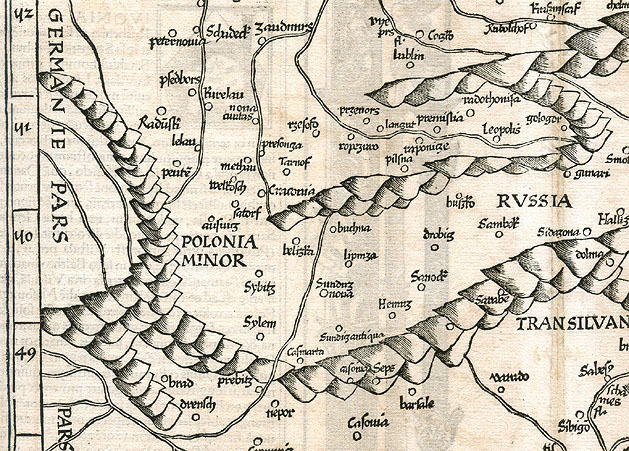
El mapa de Martin Waldseemüller de 1507, mostrando la Pequeña Polonia y la Rutenia Roja por Martin Waldseemüller

No obstante, desde el siglo XI el centro político del reino de Polonia se trasladó más al sur, a las regiones cercanas a los Cárpatos y a las nacientes del Vístula, al punto que el rey Casimiro III estableció la capital permanente en la ciudad de Cracovia, situación que persistió hasta inicios del siglo XVII cuando la capitalidad pasó a Varsovia y el centro de poder político se trasladó a la Gran Polonia y a la región de Mazovia. En tiempos de la República de las Dos Naciones, la Pequeña Polonia se extendía ampliamente por el este casi hasta el noroeste de la actual Ucrania.
Tras las Particiones de Polonia de 1772-1795, la Pequeña Polonia quedó dividida entre Rusia y Austria, hasta su reincorporación a la Segunda República Polaca en 1918. Tras la Segunda Guerra Mundial, las regiones más orientales de la Pequeña Polonia fueron anexadas a la URSS. En la actualidad esta región se halla dividida entre el Voivodato de Pequeña Polonia y los voivodatos de Świętokrzyskie, Subcarpacia, Lublin, Silesia, Mazovia y Łódź.

## Geografía
La Pequeña Polonia se encuentra en la cuenca superior del río Vístula y cubre una gran altiplanicie, incluyendo las montañas Świętokrzyskie con la meseta Cracovia-Czestochowa más al oeste, la meseta de Malopolska, la cuenca de Sandomierz y la meseta de Lublin. A diferencia de otras partes históricas del país —como Cuyavia, Mazovia, Podlaquia, Pomerania o la Gran Polonia—, la Pequeña Polonia es principalmente montañosa, teniendo en su ámbito el pico más alto de Polonia, Rysy. Llanas son las zonas del norte y centro de la provincia  —alrededor de Tarnobrzeg, Stalowa Wola, Radom y Siedlce, también los valles de los principales ríos, el Vístula, el Pilica y el San. Aparte de Rysy, hay varios picos más en la región, como Pilsko, Babia Góra, Turbacz, así como Łysica, en las montañas Świętokrzyskie. La parte meridional está cubierta por los montes Cárpatos, con cordilleras más pequeñas, como Pieniny, montes Tatra y Beskids.
Casi toda la zona se encuentra en la cuenca del Vístula, con la excepción de las partes occidental y meridional, perteneciente a las cuencas del Odra y del Danubio. Los principales ríos de la región, además del Vístula, son el Warta superior, Soła, Skawa, Raba, Dunajec, Wisłok, Wisłoka, San, Wieprz, Przemsza, Nida, Kamienna, Radomka y Pilica. Los principales lagos son: Roznow, Czchów, Dobczyce, Czorsztyn, Czaniec, Międzybrodzie, Klimkówka y Żywiec. La mayoría de ellos son embalses artificiales.

### Límites
La Pequeña Polonia se extiende desde los montes Cárpatos, en el sur, hasta los ríos Pilica y Liwiec, en el norte. Limita con las regiones históricas de Mazovia, al norte, con Podlaquia, al noreste, con la Rutenia Roja, al este, con Eslovaquia al sur, con Silesia, al oeste, y con la Gran Polonia, al noroeste. En la actualidad, se divide entre los siguientes voivodatos polacos: Pequeña Polonia (completo), Santa Cruz (completo), Silesia (mitad oriental), Subcarpacia (parte occidental), Mazovia (parte sur), Łódź (esquina sureste) y Lublin (parte occidental).
En el voivodato de Silesia, la frontera entre Silesia y la Pequeña Polonia es fácil de dibujar, ya que con pocas excepciones va a lo largo de las fronteras de los distritos locales (powiat). En el sur, sigue el límite occidental del antiguo ducado de Teschen, con la frontera en el río Biała, quedando Zwardoń, Milówka y Rajcza en la Pequeña Polonia. Bielsko-Biała es una ciudad hecha de dos partes –Pequeña Biala de Polonia (también llamada Biala Krakowska), hace medio oriental de la ciudad, y solo en 1951 se fusionó con Bielsko Silesia. Más al norte, la frontera sigue los límites occidentales de las ciudades de Jaworzno y Sosnowiec, a lo largo de los ríos Przemsza y Brynica. Entonces va al noroeste, dejando Czeladź, Siewierz, Koziegłowy, Blachownia, Kłobuck y Krzepice y Krzepice dentro de la Pequeña Polonia. Desde Krzepice, la frontera va hacia el este, hacia Koniecpol, a lo largo del río Pilica, con ciudades como Przedborz, Opoczno, Drzewica, Białobrzegi, y Kozienice dentro de la Pequeña Polonia. Al este de Białobrzegi, el límite se dirige principalmente a lo largo del río Radomka hasta el Vístula. Al este del Vístula, el límite se extiende al norte de Łaskarzew y Żelechów, y al sur de la ciudad de Mazovia de Garwolin, se vuelve al noroeste. El punto extremo septentrional de la región está marcado por el río Liwiec, siendo tanto Siedlce como Łuków parte de la Pequeña Polonia. La línea luego va hacia el sur, con Miedzyrzec Podlaski siendo parte del histórico Gran Ducado de Lituania, y Radzyń Podlaski y Parczew en la Pequeña Polonia. 
Entre el Vístula y el río Bug Occidental, en la frontera oriental de la Pequeña Polonia va al oeste de Leczna, pero al este de Krasnystaw y Szczebrzeszyn, las cuales pertenecen históricamente a la Rutenia Roja. Más al sur, la Pequeña Polonia incluye  Frampol y Biłgoraj, que están en la esquina sureste del histórico voivodato de Lublin de la Pequeña Polonia, cerca de la frontera con Rutenia Roja. La frontera luego va al oeste de Biłgoraj, girando hacia el sur, hacia  Lezajsk (que pertenece a la Rutenia Roja). El límite entre la Pequeña Polonia y la Rutenia Roja fue descrito por el historiador ucraniano y geógrafo Myron Korduba siguiendo la línea de Dukla – Krosno – Domaradz – Czudec – Krzeszów nad Sanem. Ciudades fronterizas de la Pequeña Polonia fueron: Rudnik, Kolbuszowa, Ropczyce, Sędziszów Małopolski, Strzyżów, Jasło, Gorlice y Biecz. La frontera meridional de la Pequeña Polonia sigue a lo largo de las montañas de los Cárpatos, y con pequeños cambios, no se ha modificado desde hace siglos. Las ciudades de Leżajsk, Rzeszów, Sanok, Brzozów y Krosno no pertenecen a la histórica Pequeña Polonia, ya que son parte de la Rutenia Roja (voivodato de Lwów).

### Evolución histórica
Históricamente, la Pequeña Polonia fue dividida en dos: Territorio de Cracovia y Territorio de Sandomierz, que surgieron después de la división del primitivo reino de Polonia por el Testamento de Bolesław III Krzywousty. En el siglo XIV, se crearon el voivodato de Sandomierz y el voivodato de Cracovia, y en 1474, el voivodato de Lublin fue tallado a partir de tres distritos del voivodato de Sandomierz, situados en la orilla derecha del Vístula. El historiador Adolf Pawinski, quien a finales del siglo XIX fue director de los Archivos Centrales polacos de Registros Históricos, estimó en su libro Polska XVI wieku względem pod geograficzno-statystycznym que el tamaño del voivodato de Cracovia era de 19 028 km², que el  voivodato de Sandomierz tenía 25 762 km² y Lublin 11 033 km². Junto con el ducado de Siewierz (607 km²) y las partes de Spiš que pertenecían a Polonia después del Tratado de Lubowla (1211 km²), la superficie total de la Pequeña Polonia era de 57 640 km². Además de los tres territorios históricos, la Pequeña Polonia cuenta con otras regiones más pequeñas, como Podhale, Ponidzie y Zagłębie Dąbrowskie.